# Eucirroedia pampinella
Eucirroedia pampinella là một loài bướm đêm trong họ Noctuidae.